# Mifune Toshirō
Mifune Toshirō (三船敏郎 (Tam Thuyền Mẫn Lang) Mifune Toshirō, 1 tháng 4 năm 1920 – 24 tháng 12 năm 1997) là một nam diễn viên người Nhật Bản xuất hiện trong hơn 150 phim điện ảnh. Ông nổi tiếng nhất nhờ 16 bộ phim hợp tác (1948–1965) với Kurosawa Akira trong những tác phẩm như Rashōmon, Shichinin no Samurai, Kakushi toride no san akunin, Kumonosu-jō và Yojimbo. Ông còn đóng Miyamoto Musashi trong Bộ ba Samurai của Inagaki Hiroshi và một phim cũ nữa của Inagaki, Lãnh chúa Toranaga trong loạt phim truyền hình ngắn tập Shōgun của NBC, và Đô đốc Yamamoto Isoroku trong ba phim khác nhau.

## Thân thế

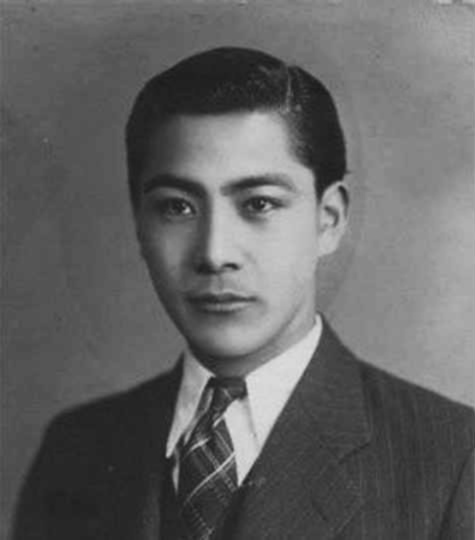
Mifune Toshirō vào những năm 1930-1940.

Mifune Toshirō chào đời ngày 1 tháng 4 năm 1920 tại Thanh Đảo, Sơn Đông, Trung Quốc (lúc bấy giờ vẫn bị Nhật chiếm đóng sau khi nước này đoạt được thành phố từ tay thực dân Đức trong Thế chiến I). Với hy vọng duy trì quyền kiểm soát khu vực, chính phủ Nhật Bản đã duy trì hoạt động của một đơn vị đồn trú lớn và khuyến khích công dân Nhật chuyển tới đó với những lời hứa hẹn về công việc quan trọng và xứng đáng. Trong số những người Nhật sống ở đó trước khi Trung Quốc chiếm lại thành phố vào năm 1922 là cha mẹ của Toshirō, lúc ấy đang là những nhà truyền giáo Cơ đốc. Mifune lớn lên cùng cha mẹ và hai đứa em nhỏ tại Đại Liên, Liêu Ninh, và từ năm 4 đến 19 tuổi họ sống tại Mãn Châu Quốc.
Lúc còn trẻ, Mifune làm việc trong một cửa hàng nhiếp ảnh của cha ông là Tokuzo, một nhiếp ảnh gia thương mại và người nhập cư đến từ miền Bắc Nhật Bản. Sau 19 năm đầu đời sống tại Trung Quốc, là một công dân Nhật Bản, ông được vào biên chế Sư đoàn không quân của Lục quân Đế quốc Nhật Bản, trong đó ông phục dịch trong đơn vị Nhiếp ảnh không quân trong Thế chiến II. Sau đó, Toshiro gia nhập Lực lượng Phòng vệ sau khi trúng tuyển vào Đại học Meiji.

## Sự nghiệp

### Tác phẩm đầu tiên
Năm 1947, một trong những người bạn của Mifune công tác tại Bộ phận Nhiếp ảnh của Toho Productions đã đề xuất Mifune đi thử việc ở Bộ phận Nhiếp ảnh. Ông được nhận làm vị trí trợ lý quay phim. Ở thời điểm bấy giờ, sau một cuộc đình công kéo dài, một lượng lớn diễn viên của Toho đã rời đi để lập nên công ty riêng của họ là Shin Toho. Sau đó Toho tổ chức một cuộc thi "những gương mặt mới" để tìm kiếm tài năng mới. Những người bạn của Mifune đã nộp đơn và ảnh ứng tuyển cho ông mà ông không hề hay biết. Ông vượt qua vòng loại cùng với 48 người khác (lọc từ khoảng 4000 người dự thi), và được phép thử vai cho Yamamoto Kajirō. Ông đã học được cách diễn nỗi tức giận nhờ những kinh nghiệm thời chiến của mình. Yamamoto để ý đến Mifune rồi giới thiệu ông với đạo diễn Taniguchi Senkichi. Và thế là Mifune có được vai diễn điện ảnh đầu tay trong phim Shin Baka Jidai.
Mifune lần đầu gặp gỡ đạo diễn Kurosawa Akira khi Toho Studios (công ty sản xuất phim lớn nhất ở Nhật Bản) đang tổ chức một cuộc thi tìm kiếm tài năng quy mô lớn, với hàng trăm diễn viên triển vọng thử sức trước một đội ngũ giám khảo. Kurosawa lúc đầu định bỏ qua sự kiện, song đổi ý khi Takamine Hideko kể với ông về một diễn viên đặc biệt hứa hẹn. Sau đó Kurosawa ghi chép rằng ông đã có mặt ở buổi thử vai để theo dõi "một chàng trai trẻ lăn lộn quanh phòng trong cơn điên bạo lực ... nhìn thật đáng sợ như đang xem một con thú bị thương cố gắng thoát thân. Tôi đã bị sững người." Khi Mifune trong cơn kiệt sức hoàn thành cảnh quay của mình, ông ngồi xuống và nhìn chằm chằm vào ban giám khảo. Ông để thua cuộc thi nhưng gây ấn tượng với Kurosawa. Sau này vị đạo diễn kể lại: "Tôi là người hiếm khi bị ấn tượng bởi các diễn viên, nhưng ở trường hợp của Mifune thì tôi hoàn toàn bị choáng ngợp."

### Thời hoàng kim
Dáng vẻ hùng dũng, khả năng diễn xuất, sở trường ngoại ngữ và mối quan hệ cộng tác lâu dài với đạo diễn nổi danh Kurosawa Akira đã biến Mifune trở thành nam diễn viên Nhật Bản nổi tiếng nhất ở thời đại của mình và dễ dàng thân thuộc với khán giả phương Tây. Ông thường hóa thân thành samurai hoặc rōnin có vẻ ngoài lỗ mãng và cộc cằn (Kurosawa từng một lần giải thích rằng điểm yếu duy nhất mà ông có thể thấy ở Mifune và khả năng diễn xuất của nam diễn viên là chất giọng "cộc cằn"), trái ngược với hình mẫu samurai nhã nhặn và sáng sủa vốn phổ biến với người xem. Trong những bộ phim như Shichinin no Samurai và Yojimbo, ông thủ vai các nhân vật thường thiếu cách xử sự hài hước, nhưng dạn dày kinh nghiệm và trí tuệ thực tế, nét quý phái khiêm tốn và trong trường hợp của Yojimbo là sức mạnh chiến đấu vô địch. Đặc biệt trong Sanjuro, tương phản với tinh thần chiến binh trần tục này là kiểu lề lối vô dụng của samurai triều đình. Kurosawa đánh giá cao Mifune bởi cách mà nam diễn viên dễ dàng lột tả cảm xúc tự nhiên, vị đạo diễn từng một lần bình luận rằng Mifune có thể truyền tải chỉ 3 feet cảm xúc của phim trong khi diễn viên Nhật Bản dạng khá sẽ cần tới 10 feet.
Ông còn được biết tới là một người chuẩn bị cực kỳ cẩn thận và tâm huyết cho các vai diễn của mình. Để chuẩn bị cho các phim Shichinin no Samurai và Rashōmon, Mifune được cho là đã nghiên cứu các đoạn phim ghi lại sư tử sống trong tự nhiên. Với bộ phim  Ánimas Trujano của Mexico, ông nghiên cứu các tệp băng ghi tiếng nói của các diễn viên người Mexico để có thể thuộc lòng tất cả các câu thoại bằng tiếng Tây Ban Nha. Nhiều người Mexico tin rằng Mifune Toshirō có thể đã chuyển sang làm người bản xứ Oaxaca do vai diễn của ông nhận được rất nhiều lời tán dương từ giới phê bình. Khi được hỏi lý do chọn Mexico làm nơi ghi hình bộ phim tiếp theo, Mifune trả lời, “Đơn giản là vì đầu tiên, Ngài Ismael Rodríguez đã thuyết phục tôi; thứ hai, vì tôi háo hức được công tác ở đất nước Mexico xinh đẹp với truyền thống tuyệt vời; và thứ ba, vì cốt truyện và nhân vật 'Animas Trujano' dường như rất hợp với con người tôi”. Bộ phim đã giành được một đề cử giải Quả cầu vàng và một đề cử Oscar. Điều thú vị là Mifune đã tặng một khẩu súng lục của Nhật làm quà cho Adolfo López Mateos (tổng thống của Mexico lúc ấy) khi họ gặp gỡ nhau tại Oaxaca.
Mifune còn được ghi nhận là nguyên mẫu của hình tượng "chiến binh lang thang", được ông hoàn thiện trong lần hợp tác với Kurosawa. Thầy dạy võ thuật của ông là Sugino Yoshio – bậc thầy môn kiếm thuật Katori Shintō-ryū. Sugino là người chế ra vũ đạo hành động cho những bộ phim như Shichinin no Samurai và Yojimbo, còn Kurosawa hướng dẫn các diễn viên học theo các động tác và thế đánh của ông. Clint Eastwood là một trong những diễn viên đầu tiên áp dụng theo hình mẫu ronin vô danh lang thang cho những bộ phim nước ngoài, được ông thể hiện tuyệt vời trong các vai diễn phim Viễn Tây của mình, đặc biệt là các bộ phim cao bồi Ý do Sergio Leone làm đạo diễn, trong đó ông hóa thân vào vai Man with No Name, một nhân vật có nét tương đồng với nhân vật ronin vô danh của Mifune trong Yojimbo.

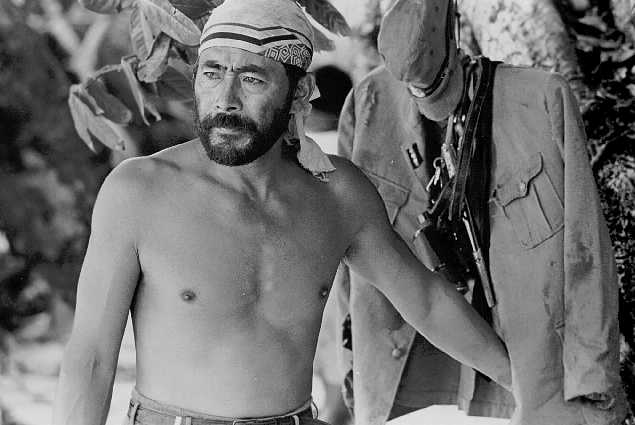
Mifune trong phim Hell in the Pacific (1968)

Mifune còn có thể được ghi công phát kiến ra nguyên mẫu Yakuza, với màn hóa thân một tên cướp của ông trong phim Yoidore Tenshi (1948) của Kurosawa, bộ phim yakuza đầu tiên. Hầu hết 16 bộ phim của Kurosawa–Mifune đều được xem là tác phẩm điện ảnh kinh điển, gồm có Yoidore Tenshi, Nora inu, Rashomon, Shichinin no Samurai, Kakushi toride no san akunin, Kumonosu-jō, Tengoku to Jigoku (chuyển thể từ vở Macbeth của Shakespeare), Yojimbo và Sanjuro.
Cuối cùng Mifune và Kurosawa đường ai nấy đi sau phim Akahige. Nhiều yếu tố đã góp phần tác động làm chấm dứt mối hợp tác lâu dài này. Hầu hết các đồng nghiệp cùng thời của Mifune đã đóng trong nhiều bộ phim khác nhau suốt cả năm. Vì Akahige bắt buộc Mifune phải nuôi râu tự nhiên, và thế là ông phải giữ râu suốt hai năm ghi hình bộ phim, do đó không thể đóng trong bất kì bộ phim nào khác trong quá trình sản xuất. Đây là nguyên nhân làm Mifune công ty sản xuất phim của ông vốn đã kẹt về tài chính nay lại càng lún sâu vào nợ nần, tạo nên mối hiềm khích giữa ông và Kurosawa. Mặc dù Akahige gặt hái nhiều thành công ở châu Âu và Nhật Bản (giúp Mifune phần nào bù đắp được những tổn thất của mình), song những năm tiếp theo lại chứng kiến những kết quả khác nhau với cả Mifune và Kurosawa. Sau khi bộ phim ra rạp, sự nghiệp của mỗi người đi theo chiều hướng khác nhau: Mifune tiếp tục gặt hái thành công với hàng loạt bộ phim đề tài samurai và chiến tranh (Jōi-uchi: Hairyō tsuma shimatsu, Samurai, The Emperor and a General và nhiều phim khác). Trái ngược là năng suất làm phim của Kurosawa giảm dần và gây những phản ứng trái chiều. Trong giai đoạn này, Kurosawa từng có ý định tự tử. Năm 1980, Mifune trở nên nổi tiếng với khán giả Mỹ nhờ vai diễn Lãnh chúa Toranaga trong bộ phim truyền hình ngắn tập Shogun. Tuy nhiên Kurosawa không hoan nghênh thành công của người bạn cũ, trái lại còn công khai đưa ra những bình phẩm chế nhạo Shogun.
Theo lời cô con gái kể lại, Mifune đã từ chối lời mời từ George Lucas để thủ vai Darth Vader hoặc Obi-Wan Kenobi trong phim Star Wars. Ông cũng bỏ qua cơ hội từ United Artists để đóng vai giám đốc điệp viên Nhật Tanaka Tiger trong bộ phim đề tài James Bond You Only Live Twice (1967).

## Đời tư
Trong số các bạn diễn của Mifune, một trong 32 diễn viên nữ tham dự cuộc thi "những gương mặt mới" có Yoshimine Sachiko. Cô kém Mifune 8 tuổi và xuất thân từ một gia đình danh giá ở Tokyo. Họ đem lòng yêu nhau và Mifune sớm đưa ra lời cầu hôn. Đạo diễn Taniguchi Senkichi (với sự giúp đỡ của Kurosawa Akira) đã thuyết phục gia đình Yoshimine cho phép tổ chức hôn sự. Đám cưới được tổ chức vào tháng 2 năm 1950 tại Nhà thờ Giám lý Aoyama Gakuin. Yoshimine là một tín đồ Phật giáo nhưng vì Mifune là người Cơ đốc giáo, họ đã kết hôn trong nhà thờ theo truyền thống của đạo Cơ đốc. Tháng 11 năm ấy, con trai đầu lòng của họ là Shirō chào đời. Năm 1955, cặp đôi chào đón đứa con trai thứ hai là Takeshi. Con gái của Mifune là Mika sinh ra từ mối tình của ông với nữ diễn viên Kitagawa Mika vào năm 1982.

## Những năm cuối đời và từ trần

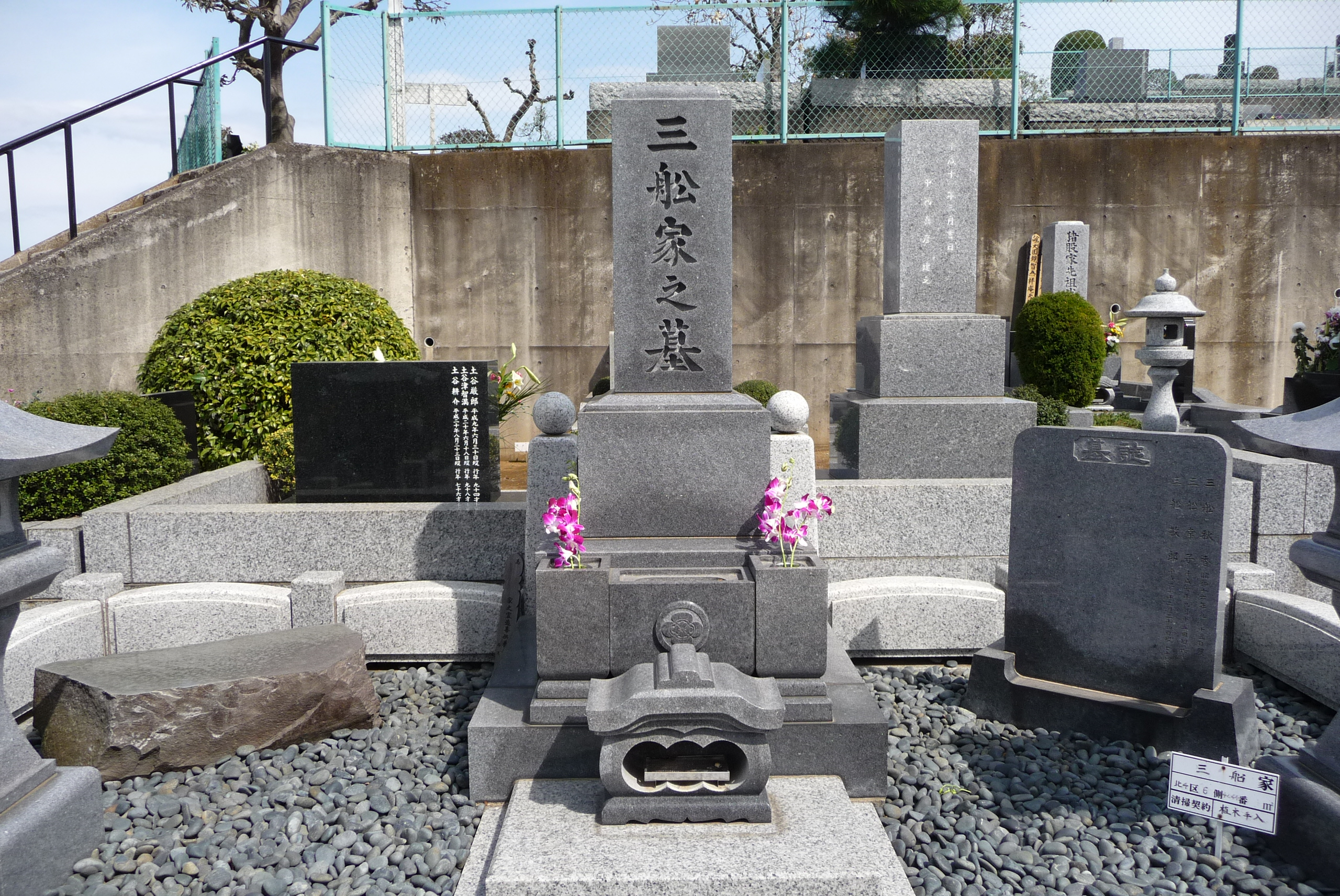
Mộ của dòng họ Mifune tại Kawasaki, Kanagawa.

Năm 1979, Mifune gia nhập dàn diễn viên chính trong bộ phim hài chiến tranh 1941 của Steven Spielberg; ông vào vai chỉ huy một tàu ngầm bị mất tích của Hải quân Đế quốc Nhật Bản đang tìm kiếm Hollywood ngay sau Trận Trân Châu Cảng. Mifune đã nhận được nhiều lời tán dương ở phương Tây sau khi hóa thân vào vai Toranaga trong bộ phim truyền hình ngắn tập năm 1980 Shogun. Tuy nhiên, cách thể hiện Mạc phủ Tokugawa lỗ mãng và bản chiếu bị cắt xén nhiều ở Nhật Bản khiến bộ phim không được đón nhận nồng nhiệt tại quê nhà của ông.
Mối quan hệ giữa Kurosawa và Mifune vẫn là mâu thuẫn. Dù đưa ra vài bình luận rất hà khắc về diễn xuất của Mifune, ông cũng thừa nhận trên tạp chí Interview rằng "Tất cả những bộ phim tôi làm với Mifune, nếu thiếu anh ấy thì chúng sẽ chẳng tồn tại". Ông còn trao cho Mifune giải Kawashita mà chính mình từng nhận hai năm về trước. Cuối cùng họ đã phần nào hòa giải vào năm 1993 trong đám tang Honda Ishirō (người bạn của cả hai), dù họ không bao giờ hợp tác thêm lần nào nữa.
Năm 1992, Mifune bắt đầu mắc phải một chứng bệnh nghiêm trọng chưa rõ nguồn gốc. Nhiều ý kiến cho rằng ông đã hủy hoại sức khỏe của mình do làm việc quá sức, dẫn đến bị nhồi máu cơ tim hoặc đột quỵ. Dù lý do là gì đi chăng nữa, ông đột ngột rút khỏi ánh đèn của công chúng và dành phần lớn thời gian tại gia, được chăm sóc bởi người vợ Sachiko. Khi cô qua đời sau khi chống chọi với căn bệnh ung thư tuyến tụy vào năm 1995, tình trạng thể chất và tinh thần của Mifune bắt đầu lao dốc không phanh. Vào dịp Giáng Sinh năm 1997, ông tắt thở tại Mitaka, Tokyo vì rối loạn chức năng đa cơ quan, hưởng dương 77 tuổi. Ông để lại hai con trai, cô con gái, một cháu trai và hai cháu gái.

### Tôn vinh
Mifune đã đoạt Cúp Volpi cho nam diễn viên xuất sắc nhất tới hai lần vào các năm 1961 và 1965. Mifune được chính phủ Nhật Bản trao Huân chương Danh dự kèm dải ruy băng tím vào năm 1986 và Huân chương Thụy Bảo vào năm 1993. Năm 1973, ông là thành viên của ban giám khảo tại Liên hoan phim quốc tế Moskva lần thứ 8. Năm 1977, ông là thành viên của ban giám khảo tại Liên hoan phim quốc tế Moskva lần thứ 10. Ngày 14 tháng 11 năm 2016, Mifune nhận một ngôi sao trên Đại lộ Danh vọng Hollywood nhờ những cống hiến của ông trong ngành công nghiệp điện ảnh, nằm tại số 6912 Đại lộ Hollywood.

## Danh sách phim

### Điện ảnh
| Năm  | Tựa                                                                                     | Đạo diễn                                                                  | Vai diễn                                                       | Ghi chú                                                        |
| ---- | --------------------------------------------------------------------------------------- | ------------------------------------------------------------------------- | -------------------------------------------------------------- | -------------------------------------------------------------- |
| 1947 | Ginrei no Hate (銀嶺の果て)                                                             | Taniguchi Senkichi (谷口千吉)                                             | Ejima (江島)                                                   |                                                                |
| 1947 | These Foolish Times (新馬鹿時代 前篇)                                                   | Kajirō Yamamoto (山本嘉次郎)                                              | Ōno Genzaburō (大野源三郎)                                     |                                                                |
| 1947 | These Foolish Times Part 2 (新馬鹿時代 後篇)                                            | Kajirō Yamamoto (山本嘉次郎)                                              | Ōno Genzaburō (大野源三郎)                                     |                                                                |
| 1948 | Yoidore Tenshi (醉いどれ天使)                                                           | Kurosawa Akira (黒澤明)                                                   | Matsunaga (松永)                                               |                                                                |
| 1949 | Shizukanaru Kettō (静かなる決闘)                                                        | Kurosawa Akira (黒澤明)                                                   | Fujisaki Kyōji (藤崎恭二)                                      |                                                                |
| 1949 | Jakoman and Tetsu (ジャコ萬と鉄)                                                        | Taniguchi Senkichi (谷口千吉)                                             | Tetsu (鐵)                                                     |                                                                |
| 1949 | Nora inu (野良犬)                                                                       | Kurosawa Akira (黒澤明)                                                   | Thám tử Murakami (村上刑事)                                    |                                                                |
| 1950 | Conduct Report on Professor Ishinaka (石中先生行状記)                                   | Naruse Mikio (成瀬巳喜男)                                                 | Nagasawa Teisaku (長沢貞作)                                    |                                                                |
| 1950 | Sukyandaru (醜聞)                                                                       | Kurosawa Akira (黒澤明)                                                   | Aoe Ichirō (青江一郎)                                          |                                                                |
| 1950 | Kon'yaku yubiwa (婚約指環)                                                              | Kinoshita Keisuke (木下惠介)                                              | Ema Takeshi (江間猛)                                           |                                                                |
| 1950 | Rashōmon (羅生門)                                                                       | Kurosawa Akira (黒澤明)                                                   | Tajōmaru (多襄丸)                                              |                                                                |
| 1950 | Escape from Prison (脱獄)                                                               | Yamamoto Kajirō (山本嘉次郎)                                              | Shinkichi (新吉)                                               |                                                                |
| 1951 | Beyond Love and Hate (愛と憎しみの彼方へ)                                               | Taniguchi Senkichi (谷口千吉)                                             | Sakata Gorō (坂田五郎)                                         |                                                                |
| 1951 | Elegy (悲歌)                                                                            | Yamamoto Kajirō (山本嘉次郎)                                              | Công tố viên Toki Daisuke (土岐大輔検事)                       |                                                                |
| 1951 | Hakuchi (白痴)                                                                          | Kurosawa Akira (黒澤明)                                                   | Akama Denkichi (赤間伝吉)                                      |                                                                |
| 1951 | Pirates (海賊船)                                                                        | Inagaki Hiroshi (稲垣浩)                                                  | Tora (虎)                                                      |                                                                |
| 1951 | Meeting of the Ghost Après-Guerre (戦後派お化け大会)                                    | Saeki Kiyoshi (佐伯清)                                                    | Kawakami Kenji (川上謙二)                                      | Xuất hiện đặc biệt                                             |
| 1951 | Conclusion of Kojiro Sasaki: Duel at Ganryu Island (完結 佐々木小次郎 巌流島決闘)       | Inagaki Hiroshi (稲垣浩)                                                  | Miyamoto Musashi (宮本武蔵)                                    |                                                                |
| 1951 | The Life of a Horsetrader (馬喰一代)                                                    | Kimura Keigo (木村恵吾)                                                   | Katayama Yonetarō (片山米太郎)                                 |                                                                |
| 1951 | Who Knows a Woman's Heart (女ごころ誰が知る)                                            | Yamamoto Kajirō (山本嘉次郎)                                              | Mizuno (水野)                                                  |                                                                |
| 1952 | Kettō kagiya no tsuji (荒木又右衛門 決闘鍵屋の辻)                                       | Mori Kazuo (森一生)                                                       | Mataemon Araki (荒木又右衛門)                                  |                                                                |
| 1952 | Muteki (霧笛)                                                                           | Taniguchi Senkichi (谷口千吉)                                             | Chiyokichi (千代吉)                                            |                                                                |
| 1952 | Saikaku Ichidai Onna (西鶴一代女)                                                       | Mizoguchi Kenji (溝口健二)                                                | Katsunosuke (勝之介)                                           |                                                                |
| 1952 | Golden Girl (金の卵)                                                                    | Chiba Yasuki (千葉泰樹)                                                   |                                                                | Vai phụ                                                        |
| 1952 | Sengoku burai (戦国無頼)                                                                | Inagaki Hiroshi (稲垣浩)                                                  | Sasa Hayatenosuke (佐々疾風之介)                               |                                                                |
| 1952 | Tokyo Sweetheart (東京の恋人)                                                           | Chiba Yasuki (千葉泰樹)                                                   | Kurokawa (黒川)                                                |                                                                |
| 1952 | Swift Current (激流)                                                                    | Taniguchi Senkichi (谷口千吉)                                             | Kosugi Shunsuke (小杉俊介)                                     |                                                                |
| 1952 | Minato e kita otoko (港へ来た男)                                                        | Honda Ishirō (本多猪四郎)                                                 | Niinuma Gorō (新沼五郎)                                        |                                                                |
| 1953 | My Wonderful Yellow Car (吹けよ春風)                                                    | Taniguchi Senkichi (谷口千吉)                                             | Matsumura (松村)                                               |                                                                |
| 1953 | The Last Embrace (抱擁)                                                                 | Makino Masahiro (マキノ雅弘)                                              | Shinkichi/Hayakawa (伸吉 / 早川)                               |                                                                |
| 1953 | Sunflower Girl (ひまわり娘)                                                             | Chiba Yasuki (千葉泰樹)                                                   | Hitachi Ippei (日立一平)                                       | Lúc đầu được phát hành nội địa là Love in a Teacup             |
| 1953 | Taiheiyo no washi (太平洋の鷲)                                                          | Honda Ishirō (本多猪四郎)                                                 | Trung úy số 1 Jōichi Tomonaga (友永丈市大尉)                   |                                                                |
| 1954 | Shichinin no Samurai (七人の侍)                                                         | Kurosawa Akira (黒澤明)                                                   | Kikuchiyo (菊千代)                                             |                                                                |
| 1954 | The Sound of Waves (潮騒)                                                               | Taniguchi Senkichi (谷口千吉)                                             | Thuyền trưởng của Utashima-maru (歌島丸の船長)                 |                                                                |
| 1954 | Musashi Miyamoto (宮本武蔵)                                                             | Inagaki Hiroshi (稲垣浩)                                                  | Miyamoto Musashi (Shinmen Takezō) (宮本武蔵 (新免武蔵))        |                                                                |
| 1954 | The Black Fury (密輸船)                                                                 | Sugie Toshio (杉江敏男)                                                   | Tsuda Eiichi (津田栄一)                                        |                                                                |
| 1955 | The Merciless Boss: A Man Among Men (顔役無用 男性Ｎｏ．１)                             | Yamamoto Kajirō (山本嘉次郎)                                              | "Buick" Maki (ビュイックの牧)                                  |                                                                |
| 1955 | All Is Well (天下泰平)                                                                  | Toshio Sugie (杉江敏男)                                                   | Risshun Daikichi (立春大吉)                                    |                                                                |
| 1955 | All Is Well Part 2 (続天下泰平)                                                         | Sugie Toshio (杉江敏男)                                                   | Risshun Daikichi (立春大吉)                                    |                                                                |
| 1955 | No Time for Tears (男ありて)                                                            | Maruyama Seiji (丸山誠治)                                                 | Yano Mitsuo (矢野光男)                                         |                                                                |
| 1955 | Zoku Miyamoto Musashi: Ichijōji no Kettō (続宮本武蔵 一乗寺の決斗)                      | Inagaki Hiroshi (稲垣浩)                                                  | Miyamoto Musashi (宮本武蔵)                                    |                                                                |
| 1955 | Ikimono no kiroku (生きものの記録)                                                      | Kurosawa Akira (黒澤明)                                                   | Nakajima Kiichi (中島喜一)                                     |                                                                |
| 1956 | Musashi Miyamoto kanketsuhen: kettō Ganryūjima (宮本武蔵 完結篇 決闘巌流島)             | Inagaki Hiroshi (稲垣浩)                                                  | Miyamoto Musashi (宮本武蔵)                                    |                                                                |
| 1956 | Rainy Night Duel (黒帯三国志)                                                           | Taniguchi Senkichi (谷口千吉)                                             | Koseki Masahiko (小関昌彦)                                     |                                                                |
| 1956 | The Underworld (暗黒街)                                                                 | Yamamoto Kajirō (山本嘉次郎)                                              | Chánh thanh tra Kumada (熊田捜査主任)                          |                                                                |
| 1956 | Settlement of Love (愛情の決算)                                                         | Saburi Shin (佐分利信)                                                    | Ōhira Shuntarō (大平俊太郎)                                    |                                                                |
| 1956 | Tsuma no kokoro (妻の心)                                                                | Naruse Mikio (成瀬巳喜男)                                                 | Takemura Kenkichi (竹村健吉)                                   |                                                                |
| 1956 | Scoundrel (ならず者)                                                                    | Aoyagi Nobuo (青柳信雄)                                                   | Kanji (寛次)                                                   |                                                                |
| 1956 | Rebels on the High Seas (囚人船)                                                        | Inagaki Hiroshi (稲垣浩)                                                  | Matsuo Tokuzō (松尾徳造)                                       |                                                                |
| 1957 | Kumonosu-jō (蜘蛛巣城)                                                                  | Kurosawa Akira (黒澤明)                                                   | Washizu Taketoki (鷲津武時)                                    |                                                                |
| 1957 | A Man in the Storm (嵐の中の男)                                                         | Taniguchi Senkichi (谷口千吉)                                             | Watari Saburō (渡三郎)                                         |                                                                |
| 1957 | Kono futari ni sachi are (この二人に幸あれ)                                             | Honda Ishirō (本多猪四郎)                                                 | Maruyama Toshio (丸山俊夫)                                     |                                                                |
| 1957 | Yagyu Bugeicho Phần 1 (柳生武芸帳)                                                      | Inagaki Hiroshi (稲垣浩)                                                  | Kasumi Tasaburō (霞の多三郎)                                   |                                                                |
| 1957 | A Dangerous Hero (危険な英雄)                                                           | Suzuki Hideo (鈴木英夫)                                                   | Lực sĩ Kawada (川田選手)                                       |                                                                |
| 1957 | Donzoko (どん底)                                                                        | Kurosawa Akira (黒澤明)                                                   | Sutekichi (tên trộm) (捨吉 (泥棒))                             |                                                                |
| 1957 | Downtown (下町)                                                                         | Chiba Yasuki (千葉泰樹)                                                   | Tsuruishi Yoshio (鶴石芳雄)                                    |                                                                |
| 1958 | Yagyu Bugeicho Phần 2 (柳生武芸帳 双龍秘剣)                                             | Inagaki Hiroshi (稲垣浩)                                                  | Ōtsuki Tasaburō (大月多三郎)                                   |                                                                |
| 1958 | Holiday in Tokyo (東京の休日)                                                           | Yamamoto Kajirō (山本嘉次郎)                                              | cháu của Tenkai là Jirō (天海の甥·二郎)                        |                                                                |
| 1958 | Muhōmatsu no isshō (無法松の一生)                                                       | Inagaki Hiroshi (稲垣浩)                                                  | Tomishima Matsugorō (富島松五郎)                               |                                                                |
| 1958 | Yaji and Kita on the Road (弥次喜多道中記)                                              | Chiba Yasuki (千葉泰樹)                                                   | Taya Toshinoshin (田谷敏之進)                                  |                                                                |
| 1958 | All About Marriage (結婚のすべて)                                                       | Okamoto Kihachi (岡本喜八)                                                | Thầy giáo dạy diễn xuất (演出家)                               | Vai khách mời                                                  |
| 1958 | Theater of Life (人生劇場 青春篇)                                                       | Sugie Toshio (杉江敏男)                                                   | Hishakaku (飛車角)                                             |                                                                |
| 1958 | Kakushi toride no san akunin (隠し砦の三悪人)                                           | Kurosawa Akira (黒澤明)                                                   | Tướng Makabe Rokurota (真壁六郎太)                             |                                                                |
| 1959 | Boss of the Underworld (暗黒街の顔役)                                                   | Okamoto Kihachi (岡本喜八)                                                | Kashimura Daisuke (樫村大助)                                   |                                                                |
| 1959 | Aru kengo no shōgai (或る剣豪の生涯)                                                    | Inagaki Hiroshi (稲垣浩)                                                  | Komaki Heihachirō (駒木兵八郎)                                 |                                                                |
| 1959 | The Saga of the Vagabonds (戦国群盗伝)                                                  | Sugie Toshio (杉江敏男)                                                   | Kai Rokurō (甲斐六郎)                                          |                                                                |
| 1959 | Desperado Outpost (独立愚連隊)                                                          | Okamoto Kihachi (岡本喜八)                                                | Chỉ huy tiểu đoàn Kodama (児玉大尉)                            |                                                                |
| 1959 | The Three Treasures (日本誕生)                                                          | Inagaki Hiroshi (稲垣浩)                                                  | Hoàng tử Yamato Takeru/Hoàng tử Susano'o (日本武尊/須佐之男命) |                                                                |
| 1960 | The Last Gunfight (暗黒街の対決)                                                        | Okamoto Kihachi (岡本喜八)                                                | Thám tử Fujioka Saburō (藤丘三郎刑事)                          |                                                                |
| 1960 | The Gambling Samurai (国定忠治)                                                         | Taniguchi Senkichi (谷口千吉)                                             | Chūji Kunisada (国定忠治)                                      |                                                                |
| 1960 | Hawai Middouei daikaikusen: Taiheiyo no arashi (ハワイ·ミッドウェイ大海空戦 太平洋の嵐) | Matsubayashi Shūe (松林宗恵)                                              | Yamaguchi Tamon (山口多聞)                                     |                                                                |
| 1960 | Man Against Man (男対男)                                                                | Taniguchi Senkichi (谷口千吉)                                             | Kaji (梶)                                                      |                                                                |
| 1960 | Warui yatsu hodo yoku nemuru (悪い奴ほどよく眠る)                                       | Kurosawa Akira (黒澤明)                                                   | Nishi Kōichi (西幸一)                                          |                                                                |
| 1960 | Salaryman Chushingura Part 1 (サラリーマン忠臣蔵)                                       | Sugie Toshio (杉江敏男)                                                   | Momoi Kazuo (桃井和雄)                                         |                                                                |
| 1961 | Ōsaka-jō Monogatari (大坂城物語)                                                        | Inagaki Hiroshi (稲垣浩)                                                  | Mohei (茂兵衛)                                                 |                                                                |
| 1961 | Salaryman Chushingura Part 2 (続サラリーマン忠臣蔵)                                     | Sugie Toshio (杉江敏男)                                                   | Momoi Kazuo (桃井和雄)                                         |                                                                |
| 1961 | Yojimbo (用心棒)                                                                        | Kurosawa Akira (黒澤明)                                                   | Kuwabata Sanjūrō (桑畑三十郎)                                  |                                                                |
| 1961 | The Youth and his Amulet (ゲンと不動明王)                                               | Inagaki Hiroshi (稲垣浩)                                                  | Fudō Myō-ō (不動明王)                                          |                                                                |
| 1961 | Ánimas Trujano                                                                          | Ismael Rodríguez                                                          | Ánimas Trujano                                                 | Phim do Mexico sản xuất                                        |
| 1962 | Sanjuro (椿三十郎)                                                                      | Kurosawa Akira (黒澤明)                                                   | Tsubaki Sanjūrō (椿三十郎)                                     |                                                                |
| 1962 | Tatsu (どぶろくの辰)                                                                    | Inagaki Hiroshi (稲垣浩)                                                  | Tatsu (辰)                                                     |                                                                |
| 1962 | Three Gentlemen Return from Hong Kong (続·社長洋行記)                                   | Sugie Toshio (杉江敏男)                                                   | Cho Chishō (Zhang Zhizhang) (張知章 (カメオ出演))              | Vai khách mời                                                  |
| 1962 | Chūshingura: Hana no Maki, Yuki no Maki (忠臣蔵 花の巻·雪の巻)                          | Inagaki Hiroshi (稲垣浩)                                                  | Tawaraboshi Genba (俵星玄蕃)                                   |                                                                |
| 1963 | Taiheiyō no Tsubasa (太平洋の翼)                                                        | Matsubayashi Shūe (松林宗恵)                                              | Trung tá Senda (千田中佐)                                      |                                                                |
| 1963 | Tengoku to Jigoku (天国と地獄)                                                          | Kurosawa Akira (黒澤明)                                                   | Gondō Kingo (権藤金吾)                                         |                                                                |
| 1963 | Legacy of the 500,000 (五十万人の遺産)                                                  | Mifune Toshirō (三船敏郎)                                                 | Matsuo Takeichi (松尾武市 兼 製作 兼 監督)                     | Kiêm vai trò đạo diễn và sản xuất                              |
| 1963 | Daitōzoku (大盗賊)                                                                      | Taniguchi Senkichi (谷口千吉)                                             | Ruson Sukezaemon (菜屋助左衛門 (呂宋助左衛門))                 |                                                                |
| 1964 | Shikonmado - Dai tatsumaki (士魂魔道 大龍巻)                                            | Inagaki Hiroshi (稲垣浩)                                                  | Akashi Morishige (明石守重)                                    |                                                                |
| 1965 | Samurai (侍)                                                                            | Okamoto Kihachi (岡本喜八)                                                | Niiro Tsuruchiyo (新納鶴千代)                                  |                                                                |
| 1965 | Akahige (赤ひげ)                                                                        | Kurosawa Akira (黒澤明)                                                   | Tiến sĩ Niide Kyojō (Akahige) (新出去定医師 (赤ひげ))          |                                                                |
| 1965 | Sanshiro Sugata (姿三四郎)                                                              | Uchikawa Seiichirō (内川清一郎)                                           | Yano Shōgorō (矢野正五郎)                                      |                                                                |
| 1965 | The Retreat from Kiska (太平洋奇跡の作戦 キスカ)                                        | Maruyama Seiji (丸山誠治)                                                 | Thiếu tướng Omura (大村少将)                                   |                                                                |
| 1965 | Fort Graveyard (血と砂)                                                                 | Okamoto Kihachi (岡本喜八)                                                | Trung sĩ Kosugi (小杉曹長)                                     |                                                                |
| 1966 | Rise Against the Sword (暴れ豪右衛門)                                                   | Inagaki Hiroshi (稲垣浩)                                                  | Shinobu no Gōemon (信夫の豪右衛門)                             |                                                                |
| 1966 | Dai-bosatsu Tōge (大菩薩峠)                                                             | Okamoto Kihachi (岡本喜八)                                                | Shimada Toranosuke (島田虎之助)                                |                                                                |
| 1966 | The Adventure of Kigan Castle (奇巌城の冒険)                                            | Taniguchi Senkichi (谷口千吉)                                             | Ōsumi (大角)                                                   |                                                                |
| 1966 | The Mad Atlantic (怒涛一万浬)                                                           | Fukuda Jun (福田純)                                                       | Murakami Heihachirō (村上平八郎)                               |                                                                |
| 1966 | Grand Prix                                                                              | John Frankenheimer                                                        | Yamura Izō (矢村以蔵)                                          | Phim do Mỹ sản xuất                                            |
| 1967 | Jōi-uchi: Hairyō tsuma shimatsu (上意討ち 拝領妻始末)                                   | Masaki Kobayashi (小林正樹)                                               | Sasahara Isaburō (笹原伊三郎)                                  |                                                                |
| 1967 | Japan's Longest Day (日本のいちばん長い日)                                              | Okamoto Kihachi (岡本喜八)                                                | Anami Korechika (阿南惟幾)                                     |                                                                |
| 1968 | Kurobe no Taiyō (黒部の太陽)                                                            | Kumai Kei (熊井啓)                                                        | Kitagawa Satoshi (北川覚)                                      |                                                                |
| 1968 | Admiral Yamamoto (連合艦隊司令長官 山本五十六)                                          | Maruyama Seiji (丸山誠治)                                                 | Yamamoto Isoroku (山本五十六)                                  |                                                                |
| 1968 | The Day the Sun Rose (祇園祭)                                                           | Yamanouchi Tetsuya (山内鉄也)                                             | Kumaza (熊左)                                                  |                                                                |
| 1968 | Hell in the Pacific                                                                     | John Boorman                                                              | Thuyền trưởng Kuroda Tsuruhiko (黒田鶴彦大尉)                  | Phim do Mỹ sản xuất                                            |
| 1969 | Fūrin Kazan (風林火山)                                                                  | Inagaki Hiroshi (稲垣浩)                                                  | Yamamoto Kansuke (山本勘助)                                    |                                                                |
| 1969 | Safari 5000 (栄光への5000キロ)                                                          | Koreyoshi Kurahara (蔵原惟繕)                                             | Yūichirō Takase (高瀬雄一郎)                                   |                                                                |
| 1969 | The Battle of the Japan Sea (日本海大海戦)                                              | Maruyama Seiji (丸山誠治)                                                 | Heihachirō Tōgō (東郷平八郎)                                   |                                                                |
| 1969 | Akage (赤毛)                                                                            | Kihachi Okamoto (岡本喜八)                                                | Akage no Gonzō (赤毛の権三 兼 製作)                            | Nhà sản xuất                                                   |
| 1969 | Shinsengumi (新選組)                                                                    | Sawashima Tadashi (沢島忠)                                                | Kondō Isami (近藤勇 兼 製作)                                   | Nhà sản xuất                                                   |
| 1970 | Zatoichi Meets Yojimbo (座頭市と用心棒)                                                 | Okamoto Kihachi (岡本喜八)                                                | Sasa Daisaku (佐々大作)                                        |                                                                |
| 1970 | Bakumatsu (幕末)                                                                        | Itō Daisuke (伊藤大輔)                                                    | Gotō Shōjirō (後藤象二郎)                                      |                                                                |
| 1970 | Machibuse (待ち伏せ)                                                                    | Inagaki Hiroshi (稲垣浩)                                                  | Shinogi Tōzaburōand Nhà sản xuất (鎬刀三郎 兼 製作)            |                                                                |
| 1970 | The Walking Major (ある兵士の賭け)                                                      | Keith Eric Burt                                                           | Tadao Kinugasa (衣笠忠夫)                                      |                                                                |
| 1970 | The Militarists (激動の昭和史 軍閥)                                                     | Hiromichi Horikawa (堀川弘通)                                             | Isoroku Yamamoto (山本五十六)                                  |                                                                |
| 1971 | Red Sun                                                                                 | Terence Young                                                             | Kuroda Jūbei (黒田重兵衛)                                      | Phim tiếng Pháp do Ý, Tây Ban Nha đồng sản xuất                |
| 1975 | Paper Tiger                                                                             | Annakin Ken                                                               | Đại sứ Kagoyama (カゴヤマ大使)                                 | Phim do Liên hiệp Anh sản xuất                                 |
| 1975 | The New Spartans                                                                        | Jack Starrett                                                             | WW2 vet                                                        | Phim do Liên hiệp Anh và Tây Đức đồng sản xuất Chưa hoàn thành |
| 1976 | Midway                                                                                  | Jack Smight                                                               | Yamamoto Isoroku (山本五十六)                                  | Phim do Mỹ sản xuất                                            |
| 1977 | Ningen no Shōmei (人間の証明)                                                           | Satō Junya (佐藤純彌)                                                     | Kōri Yōhei (郡陽平)                                            | Xuất hiện đặc biệt                                             |
| 1977 | Japanese Godfather: Ambition (日本の首領 野望篇)                                        | Nakajima Sadao (中島貞夫)                                                 | Ōishi Kōsuke (大石剛介)                                        |                                                                |
| 1978 | Yagyū Ichizoku no Inbō (柳生一族の陰謀)                                                 | Kinji Fukasaku (深作欣二)                                                 | Yoshinao Tokugawa (徳川義直)                                   |                                                                |
| 1978 | Shag (犬笛)                                                                             | Nakajima Sadao (中島貞夫)                                                 | Thuyền trưởng Murata Takeo (村田武雄船長)                      |                                                                |
| 1978 | Lady Ogin (お吟さま)                                                                    | Kumai Kei (熊井啓)                                                        | Toyotomi Hideyoshi (豊臣秀吉)                                  |                                                                |
| 1978 | Akō-jō danzetsu (赤穂城断絶)                                                            | Fukasaku Kinji (深作欣二)                                                 | Tsuchiya Chikara (土屋主税)                                    |                                                                |
| 1978 | Japanese Godfather: Conclusion (日本の首領 完結篇)                                      | Sadao Nakajima (中島貞夫)                                                 | Kōsuke Ōishi (大石剛介)                                        |                                                                |
| 1978 | Lord Incognito (水戸黄門)                                                               | Tetsuya Yamanouchi (山内鉄也)                                             | Sakuzaemon Okumura (奥村作左衛門)                              |                                                                |
| 1979 | Winter Kills                                                                            | William Richert                                                           | Keith (thư ký) (キース (秘書))                                 | Phim do Mỹ sản xuất                                            |
| 1979 | The Adventures of Kosuke Kindaichi (金田一耕助の冒険)                                   | Nobuhiko Ōbayashi (大林宣彦)                                              | Kōsuke Kindaichi XI (11代目金田一耕助)                         |                                                                |
| 1979 | Onmitsu Doshin: The Edo Secret Police (隠密同心·大江戸捜査網)                           | Akinori Matsuo (松尾昭典)                                                 | Sadanobu Matsudaira (松平定信)                                 |                                                                |
| 1979 | 1941                                                                                    | Steven Spielberg                                                          | Chỉ huy Mitamura Akiro (アキロー·ミタムラ中佐)                 | Phim do Mỹ sản xuất                                            |
| 1980 | The Battle of Port Arthur (二百三高地)                                                  | Masuda Toshio (舛田利雄)                                                  | Emperor Meiji (明治天皇)                                       |                                                                |
| 1980 | Shogun (将軍 SHOGUN)                                                                    | Jerry London                                                              | Yoshii Toranaga (吉井虎長)                                     | Phim do Mỹ và Nhật Bản đồng sản xuất                           |
| 1981 | Inchon!                                                                                 | Terence Young                                                             | Saitō-san (斉藤さん)                                           | Phim do Mỹ sản xuất                                            |
| 1981 | The Bushido Blade                                                                       | Tom Kotani (小谷承靖)                                                     | Chỉ huy Hayashi Akira (江戸幕府の特命全権大使·林復斎)          | Phim do Liên hiệp Anh, Mỹ và Nhật Bản đồng sản xuất            |
| 1982 | The Challenge                                                                           | John Frankenheimer                                                        | Toru Yoshida (吉田徹)                                          | Phim do Mỹ sản xuất                                            |
| 1982 | Conquest (制覇)                                                                         | Sadao Nakajima (中島貞夫)                                                 | Masao Tadokoro (田所政雄)                                      |                                                                |
| 1983 | Battle Anthem (日本海大海戦 海ゆかば)                                                   | Toshio Masuda (舛田利雄)                                                  | Heihachirō Tōgō (東郷平八郎)                                   |                                                                |
| 1983 | Theater of Life (人生劇場)                                                              | Kinji Fukasaku (深作欣二) Junya Satō (佐藤純彌) Sadao Nakajima (中島貞夫) | Hyōtarō Aonari (青成瓢太郎)                                    | Xuất hiện đặc biệt                                             |
| 1984 | The Miracle of Joe Petrel (海燕ジョーの奇跡)                                            | Fujita Toshiya (藤田敏八)                                                 | Fisherman (漁師)                                               |                                                                |
| 1985 | Legend of the Holy Woman (聖女伝説)                                                     | Tōru Murakawa (村川透)                                                    | Kōzō Kanzaki (神崎弘造)                                        | Xuất hiện đặc biệt                                             |
| 1986 | Song of the Genkai Sea (玄海つれづれ節)                                                 | Masanobu Deme (出目昌伸)                                                  | Kyūbei Matsufuji (松藤九兵衛)                                  |                                                                |
| 1987 | Shatterer                                                                               | Tonino Valerii                                                            | Murai (村井)                                                   | Phim do Nhật Bản và Ý đồng sản xuất                            |
| 1987 | Tora-san Goes North (男はつらいよ 知床慕情)                                             | Yōji Yamada (山田洋次)                                                    | Junkichi Ueno (上野順吉)                                       |                                                                |
| 1987 | Princess from the Moon (竹取物語)                                                       | Kon Ichikawa (市川崑)                                                     | Taketori-no-Miyatsuko (竹取の造)                               |                                                                |
| 1989 | Death of a Tea Master (千利休 本覺坊遺文)                                               | Kumai Kei (熊井啓)                                                        | Sen no Rikyū (千利休)                                          |                                                                |
| 1989 | The Demon Comes in Spring (春来る鬼)                                                    | Akira Kobayashi (小林旭)                                                  | Kukkune no jî (くっくねの爺)                                   |                                                                |
| 1989 | CF Girl (CFガール)                                                                      | Izō Hashimoto (橋本以蔵)                                                  | Shūichirō Hase (長谷周一郎)                                    |                                                                |
| 1991 | Strawberry Road (ストロベリーロード)                                                    | Koreyoshi Kurahara (蔵原惟繕)                                             | Taoka (田岡)                                                   |                                                                |
| 1991 | Journey of Honor (兜 KABUTO)                                                            | Gordon Hessler                                                            | Ieyasu Tokugawa (徳川家康)                                     | Phim do Liên hiệp Anh, Mỹ và Nhật Bản đồng sản xuất            |
| 1992 | Shadow of the Wolf (AGAGUK)                                                             | Jacques Dorfmann, Pierre Magny                                            | Kroomak                                                        | Phim do Canada và Pháp đồng sản xuất                           |
| 1994 | Picture Bride                                                                           | Kayo Hatta                                                                | The Benshi (弁士)                                              | Phim do Mỹ sản xuất                                            |
| 1995 | Fukai kawa (深い河)                                                                     | Kumai Kei (熊井啓)                                                        | Tsukada (塚田)                                                 | Phim diễn xuất cuối cùng                                       |

### Truyền hình
Tất cả các chương trình gốc phát sóng ở Nhật Bản, ngoại trừ Shōgun lên sóng trên kênh NBC của Mỹ vào năm 1980 trước khi chuyển quyền phát sóng cho TV Asahi tại Nhật Bản từ 30 tháng 3 đến 6 tháng 4 năm 1981.
| Ngày       | Tựa | Vai diễn | Ghi chú                                          |
| ---------- | --- | --- | ------------------------------------------------ |
| 1967.05.11 | He of the Sun (太陽のあいつ)                                                                                            | Chính anh | 1 tập                                            |
| 1968–1969  | Five Freelance Samurai (五人の野武士)                                                                                   | Funayama Yoshikage Jirō (五人の野武士)                                                                        | 6 tập [Tập 1,2,14,15,17,26]                      |
| 1971       | Daichūshingura (大忠臣蔵)                                                                                               | Kuranosuke Ōishi (大石内蔵助)                                                                                 | Toàn bộ 52 tập                                   |
| 1972–1974  | Ronin of the Wilderness (荒野の素浪人)                                                                                  | Tōge Kujūrō (峠九十郎)                                                                                        | Toàn bộ 104 tập, hơn hai mùa                     |
| 1973       | Yojimbo of the Wilderness (荒野の用心棒)                                                                                | Tōge Kujūrō (峠九十郎)                                                                                        | 5 tập                                            |
| 1975       | The Sword, the Wind, and the Lullaby (剣と風と子守唄)                                                                   | Toride Jūzaburō (砦十三郎)                                                                                    | Toàn bộ 27 tập                                   |
| 1976       | The Secret Inspectors (隠し目付参上)                                                                                    | Tsukumo Naizen-no-shō/Izu-no-kami Nobuakira Matsudaira (vai luân phiên) (九十九内膳正 / 松平伊豆守信明 (二役) | 10 tập [Tập 1,2,3,4,7,10,11,18,22,26]            |
| 1976       | Ronin in a Lawless Town (人魚亭異聞 無法街の素浪人)                                                                     | Mister Danna (ミスターの旦那)                                                                                 | Toàn bộ 23 tập                                   |
| 1977.07.16 | Ōedo Sōsamō (大江戸捜査網)                                                                                              | Ōtaki Yūgen (大滝幽玄)                                                                                        | 1 tập                                            |
| 1978       | Falcons of Edo (江戸の鷹 御用部屋犯科帖)                                                                                | Uchiyama Kanbei (内山勘兵衛)                                                                                  | Toàn bộ 38 tập                                   |
| 1979.04.02 | Edo o Kiru IV (江戸を斬るIV)                                                                                            | Chiba Shūsaku (千葉周作)                                                                                      | 1 tập xuất hiện đặc biệt [Tập 8]                 |
| 1979       | Prosecutor Saburo Kirishima (検事霧島三郎)                                                                              | Công tố viên trưởng Mori (森検事正)                                                                           |                                                  |
| 1979       | Akō Rōshi (赤穂浪士) | Tachibana Sakon (立花左近)                                                                                    | 1 tập                                            |
| 1979–1980  | Fangs of Edo (江戸の牙)                                                                                                 | Asahina Gunbei (朝比奈軍兵衛)                                                                                 | 3 tập [Tập 1, 17, 26]                            |
| 1979       | Hideout in Room 7 (駆け込みビル7号室)                                                                                   | Saegusa Gōsuke (三枝剛介)                                                                                     |                                                  |
| 1980       | Shōgun | Yoshii Toranaga                                                                                               | Toàn bộ 5 phần                                   |
| 1980.12.27 | It's 8 O'Clock! Everybody Gather 'Round (8時だョ!全員集合)                                                              | Chính ông | 1 tập                                            |
| 1981       | Sekigahara (関ヶ原) | Shima Sakon (島左近)                                                                                          | Toàn bộ 3 phần                                   |
| 1981–1982  | Ten Duels of Young Shingo (新吾十番勝負)                                                                                | Umei Tamon (梅井多聞)                                                                                         | Hai trong ba phần [Phần 1,2]                     |
| 1981.07.09 | My Daughter! Fly on the Wings of Love and Tears (娘よ！ 愛と涙の翼で翔べ)                                               | | phim điện ảnh truyền hình                        |
| 1981.09.29 | Tuesday Suspense Theater: The Spherical Wilderness (火曜サスペンス劇場 球形の荒野)                                      | Nogami Kenichirō (野上顕一郎)                                                                                 | phim điện ảnh truyền hình                        |
| 1981–1982  | Bungo Detective Story (文吾捕物帳)                                                                                      | Chiba Shūsaku (千葉周作)                                                                                      | 5 tập [Tập 5,10,13,18,26]                        |
| 1981–1983  | The Lowly Ronin (素浪人罷り通る)                                                                                        | Lowly Ronin Shūtō Shunka (素浪人 春夏秋冬)                                                                    | loạt phim điện ảnh truyền hình, tổng cộng 6 phần |
| 1982.09.19 | The Happy Yellow Handkerchief (幸福の黄色いハンカチ)                                                                    | Shima Kenzō (島謙造)                                                                                          | 1 tập [tập 4]                                    |
| 1983       | The Brave Man Says Little (勇者は語らず いま、日米自動車戦争は)                                                         | Kawana Ryūzō (川奈龍三)                                                                                       | Toàn bộ 4 tập                                    |
| 1983.11.03 | The Women of Osaka Castle (女たちの大坂城)                                                                              | Ieyasu Tokugawa (徳川家康)                                                                                    | phim điện ảnh truyền hình                        |
| 1983.11.10 | The Secret of Cruel Valley (魔境 殺生谷の秘密)                                                                          | Lowly Rōnin                                                                                                   | phim điện ảnh truyền hình                        |
| 1984       | The Burning Mountain River (山河燃ゆ)                                                                                   | Amō Otoshichi (天羽乙七)                                                                                      |                                                  |
| 1984.04.02 | Okita Soji: Swordsman of Fire (燃えて、散る 炎の剣士 沖田総司)                                                          | Kondō Shūsai (近藤周斎)                                                                                       | phim điện ảnh truyền hình                        |
| 1984.08.26 | Toshiba Sunday Theater #1442: Summer Encounter (東芝日曜劇場 第1442回 夏の出逢い)                                       | Ōnuki Takeya (大貫剛也)                                                                                       | phim điện ảnh truyền hình                        |
| 1987.09.10 | Masterpiece Jidaigeki: National Advisor Breakthrough! Hikozaemon Geki (傑作時代劇 天下の御意見番罷り通る！彦左衛門外記) | Hikozaemon Ōkubo (大久保彦左衛門)                                                                             | 1 tập [Tập 21]                                   |
| 1990.04.20 | Heaven and Earth: Dawn Episode (天と地と～黎明編)                                                                       | Nagao Tamekage (長尾為景)                                                                                     | phim điện ảnh truyền hình                        |